# Berzano di San Pietro
Berzano di San Pietro là một đô thị ở tỉnh Asti vùng Piedmont thuộc Ý, nằm ở vị trí cách khoảng 20 km về phía đông của Torino và khoảng 30 km về phía tây bắc của Asti. Tại thời điểm ngày 31 tháng 12 năm 2004, đô thị này có dân số 440 người và diện tích là 7,4 km².
Berzano di San Pietro giáp các đô thị: Albugnano, Aramengo, Casalborgone, Cinzano và Moncucco Torinese.